# Östra Gransjön
Östra Gransjön är en sjö i Tranemo kommun i Västergötland och ingår i Ätrans huvudavrinningsområde.